# Bundeshandelsakademie und Bundeshandelsschule Lustenau
Die Bundeshandelsakademie und Bundeshandelsschule Lustenau in der Marktgemeinde Lustenau wurde 1903 als Handelsschule und 1937 als Handelsakademie in Vorarlberg gegründet.

## Geschichte
Nachdem Alwin Hauser seine 1877 in Bregenz gegründete und behördlich autorisierte Handelsschule mit Internat Villa Liebenstein im Jahre 1902 schließen musste, bewarb er in Lustenau Sprach- und Handelskurse, wobei er die Kurse geteilt auch für Mädchen anbot. Er hatte wohl Zuspruch und verlegte seine Schule nach Lustenau. Als er 1903 bei der Gemeinde um eine finanzielle Unterstützung ansuchte, wurde seine Schule zum öffentlichen Interesse. Als dann Alwin Hauser plötzlich unerwartet und tragisch verstarb, geriet die Gemeinde mit dem Bürgermeister Eduard Hämmerle unter Druck, wie es mit der Schule weitergehen soll. Am 20. Juli 1903 beschloss der Gemeindevertretung, die Schule zu übernehmen, und mit der Bezeichnung Kommunal-Gewerbe- und Handelsschule zu führen. Zum Direktor wurde Alfred Wehner, welcher unter Alwin Hauser ein geschätzter Lehrer war. Mit 16. September 1903 wurde die Schule im 3. Stock der Volksschule in Rheindorf mit 2 Klassen und insgesamt 20 Schülern eröffnet. Bereits 1904 wurde der Lehrplan der 2-klassigen Handelsschule angenähert und der Name auf Kommunal-Handelsschule eingeschränkt.

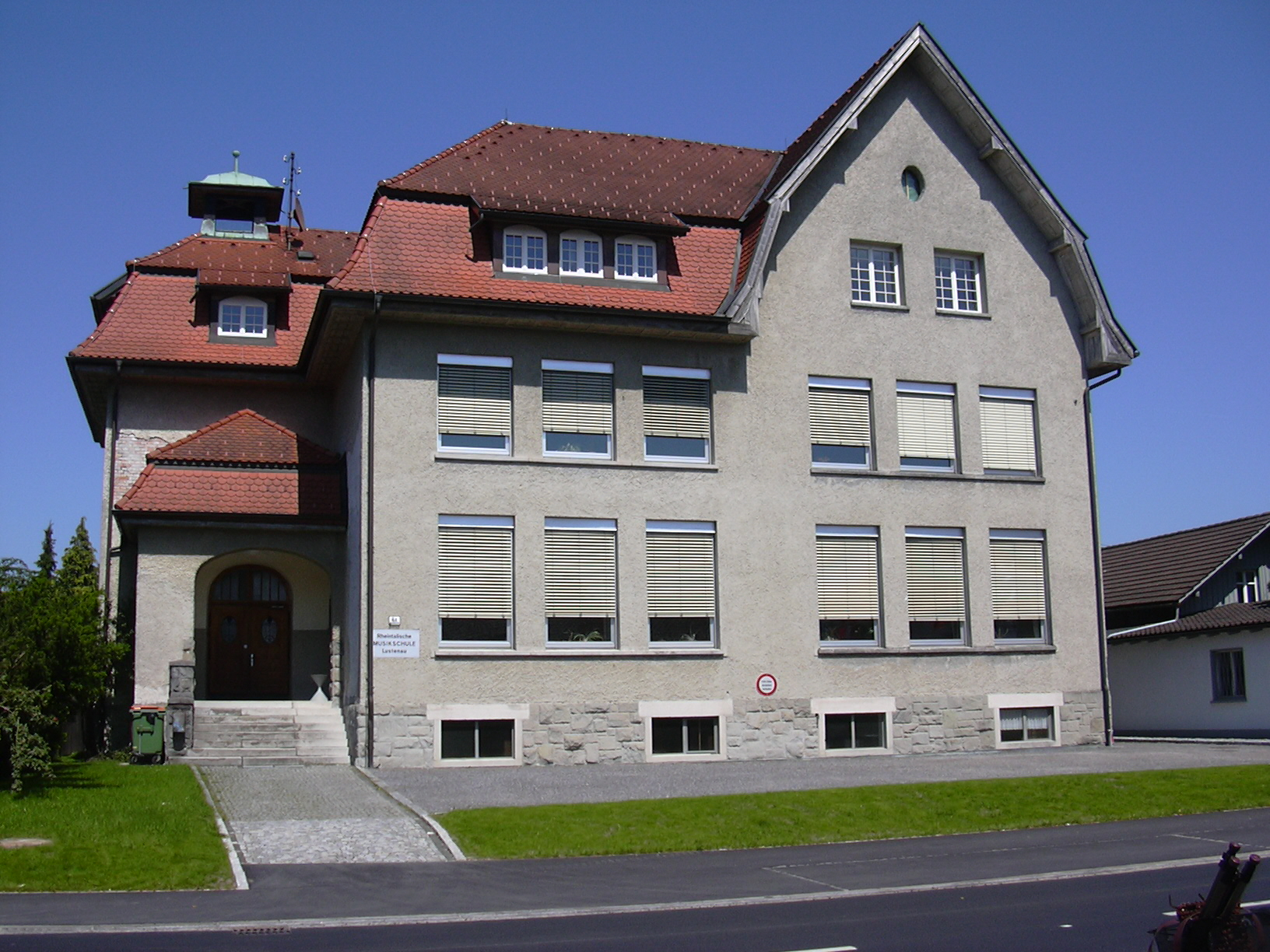
1908 fertiggestelltes, altes Gebäude der Handelsschule, heute als Musikschule in Verwendung; mit Gedenktafel zum Direktor Alfred Wehner

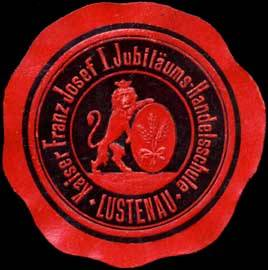
Siegelmarke der „Kaiser Franz Josef I. Jubiläums-Handelsschule“

Die Gemeindevertretung beschloss 1905 die Errichtung eines Schulneubaus. Zwei Bürger boten der Gemeinde gratis ein Grundstück an. Mit großzügigen Spenden der Bevölkerung konnte der Neubau rasch realisiert werden und am 17. September 1908 wurde das neue Schulgebäude eröffnet. Die Gedenktafel nennt aufgrund des 60. Regierungsjubiläum die Schule Kaiser-Franz-Josef I.-Jubiläums-Handelsschule Lustenau. Als die Handelsschule 1913 das Öffentlichkeitsrecht erhielt, bewirkte das für die Absolventen den Entfall einer Lehre im Handelsgewerbe und die Verkürzung des Kriegsdienstes auf zwei Jahre. 1913 benötigte die Schule weitere Lehrer für rund 100 Schüler in nun drei Klassen. Die Chronik nennt die Lehrer Dr. Falger und Dr. Keilwerth.
Im Weltkrieg wurde die Hälfte der Lehrer zum Kriegsdienst eingezogen. Nach dem Krieg in der Republik ordnete das Staatsamt für Unterricht die Nennung Öffentliche Handelsschule Lustenau an. Für schwer verletzte Kriegsteilnehmer wurden zur Umschulung Invalidenkurse angeboten. In den zwanziger Jahren wurden bereits 180 Schüler in 5 Klassen unterrichtet und dafür wurden zusätzliche Unterrichtsräume im Dachgeschoß geschaffen. 1932 wurde mit Unterstützung des Handelsschulkuratoriums und viel Auseinandersetzung von Direktor Alfred Wehner als nationalliberaler Funktionär mit einer knappen Mehrheit in der Gemeindevertretung von 19:16 Stimmen auch Mädchen der Besuch der Schule ermöglicht. Geburtenstarke Jahrgänge ließen die Schülerzahl auf rund 250, verteilt auf 5 Klassen mit bis zu 60 Schüler in einer Klasse, unterrichtet von 9 Lehrern.
1934, mit dem Ständestaat, wurde der Schule ein neuer Lehrplan und die Umbenennung in Kaufmännische Wirtschaftsschule verordnet. Unter dem Bürgermeister Josef Peintner mit Erlass des Unterrichtsministeriums wurde 1937 mit Direktor Josef Linder als Leiter an der Schule eine Handelsakademie mit einer ersten Klasse eingerichtet. 1938 mit dem Anschluss Österreichs an Hitler-Deutschland wurde Linder als Leiter abgesetzt und die Handelsakademie nach Bregenz-Mehrerau in die Klosterschule Mehrerau verlegt und die noch verbliebene Handelsschule mit Gemeindliche Wirtschaftsschule des Marktes Lustenau für Knaben und Mädchen benannt. Die Konkurrenz der Wirtschaftsoberschule in Bregenz-Mehrerau bewirkte einen starken Rückgang der Schüler. Im Zweiten Weltkrieg mussten reaktivierte Pensionisten und Aushilfskräfte unterrichten, weil die Lehrer im Kriegsdienst standen.
1945, in der zweiten Republik, nannte sich die Schule Öffentliche kaufmännische Wirtschaftsschule für Knaben und Mädchen. Die Schülerzahl ging von 140 Schülern über Jahre auf 80 Schüler zurück. Der Bürgermeister Ferdinand Jussel bemühte sich um die Rückführung der Handelsakademie von Bregenz nach Lustenau und der Vorarlberger Landtag stimmte dem am 27. Mai 1947 zu. Die Finanzierung war nicht einfach, zumal neben der schon bestehenden Bürgerschule für Mädchen auch für Knaben eine Hauptschule errichtet und mit dem Schuljahr 1949/1950 eröffnet wurde. So verzichtete die Gemeindevertretung im Juli 1950 mit 17:9 Stimmen auf die Übernahme der Handelsakademie. Mit 1952 unter Direktor Scheffknecht nannte sich die Schule Öffentliche Handelsschule für Knaben und Mädchen. 1953, zum 50-Jahre-Jubiläum, wurde ein Absolventenverein gegründet.
Die Politik der Gemeinde mit Bürgermeister Robert Bösch machte eine beschränkte Umfrage und strebte die Errichtung eines Gymnasiums an. Das Unterrichtsministerium sah aber im Bezirk Dornbirn den Ausbau der berufsbildenden Schulen bevorrangt und wollte mit der Handelsakademie die Handelsschule übernehmen. Die Gemeindevertretung beschloss in Folge einstimmig am 17. November 1970 die Entscheidung für eine Bundeshandelsakademie, ohne den Anspruch auf ein Gymnasium in weiterer Zukunft aufzugeben. Landeshauptmann Herbert Kessler informierte die Öffentlichkeit und die Lustenauer Bevölkerung anlässlich der Eröffnung vom Lustenauer Stickereizentrum am 5. Juni 1971 den Beginn der Handelsakademie in Lustenau mit Herbst 1971. 1976, im Jahr der ersten Matura, wurde mit dem Schulneubau für die Handelsakademie begonnen, wobei man sich im Entwurf mit einigen Änderungen an die Pläne des Schulgebäudes der Handelsakademie Perg in Oberösterreich hielt. Der Neubau wurde am 19. Oktober 1977 mit beiden Schulen Bundeshandelsakademie und Bundeshandelsschule mit 19 Klassen mit 534 Schülern bezogen und hatte neben dem Direktor 32 Lehrer.
Von Juni 2013 bis März 2016 wurde das Gebäude umfassend saniert und nach Plänen des Schweizer Architekten Alex Herter aufgestockt und um einen rund 730 Quadratmeter großen Zubau erweitert.

## Leitung
- 1903 Alwin Hauser
- 1903–1936 Alfred Wehner
- 1936–1938 Josef Linder
- 1938–1940 Ferdinand Falger
- 1940–1945 Emil Keilwerth, provisorisch
- 1945–1949 Anton Aichinger
- 1949–1952 Thomas Hämmerle
- 1952–1963 Ernst Scheffknecht
- 1963–1964 Anton Aichinger, provisorisch
- 1964–1967 Friedrich Kerer, dann Landesschulinspektor für das Berufsschulwesen
- 1967–1973 Franz Holleyn
- 1973–1985 Johann Mathis
- 1985–2000 Heinrich Peter
- 2000–2015 Hermann Begle
- seit 2015 Johann Scheffknecht[3]

## Absolventen

### Handelsakademie
- Bernd Bösch (* 1961), Politiker
- Daniela Larcher (* 1977), Schriftstellerin
- Sabine Scheffknecht (* 1978), Politikerin

### Handelsschule
- Franz Josef Birnbaumer (1904–1973), Politiker und Buchhalter
- Elwin Blum (1920–2002), Politiker
- Hannes Grabher (1894–1965), Mundart- und Heimatdichter
- Otmar Holzer (* 1939), Politiker und Kaufmann
- Ferdinand Jussel (1906–1957), Politiker, Handelsangestellter und Stickereifabrikant
- Ludwig Nosko (1938–1992), Politiker und Spenglermeister
- Josef Peintner (1901–1979), Politiker und Kaufmann
- Marisa Polanec (* 1957), Politikerin und Unternehmerin
- Inge Sulzer (* 1947), Politikerin
- Günter Vetter (1936–2022), Politiker
- Hubert Waibel (1922–2014), Politiker